# Ізлі (Південна Кароліна)
Ізлі (англ. Easley) — місто (англ. city) в США, в округах Пікенс і Андерсон штату Південна Кароліна. Населення — 22 921 особа (2020).

## Географія
Ізлі розташоване за координатами 34°49′1″ пн. ш. 82°35′9″ зх. д. / 34.81694° пн. ш. 82.58583° зх. д. (34.817018, -82.585755).  За даними Бюро перепису населення США в 2010 році місто мало площу 31,80 км², з яких 31,75 км² — суходіл та 0,05 км² — водойми.

## Демографія
Згідно з переписом 2010 року, у місті мешкали 19 993 особи в 8289 домогосподарствах у складі 5474 родин. Густота населення становила 629 осіб/км².  Було 9072 помешкання (285/км²).
Расовий склад населення:
| - 83,1 % — білих - 11,4 % — чорних або афроамериканців - 0,8 % — азіатів - 0,2 % — корінних американців - 2,8 % — осіб інших рас |

До двох чи більше рас належало 1,8 %. Частка іспаномовних становила 5,6 % від усіх жителів.
За віковим діапазоном населення розподілялося таким чином: 22,8 % — особи молодші 18 років, 59,2 % — особи у віці 18—64 років, 18,0 % — особи у віці 65 років та старші. Медіана віку мешканця становила 40,5 року. На 100 осіб жіночої статі у місті припадало 89,7 чоловіків;  на 100 жінок у віці від 18 років та старших — 86,3 чоловіків також старших 18 років.
Середній дохід на одне домашнє господарство  становив 56 000 доларів США (медіана — 41 336), а середній дохід на одну сім'ю — 67 919 доларів (медіана — 53 539). Медіана доходів становила 41 264 долари для чоловіків та 36 138 доларів для жінок. За межею бідності перебувало 13,6 % осіб, у тому числі 18,4 % дітей у віці до 18 років та 9,8 % осіб у віці 65 років та старших.
Цивільне працевлаштоване населення становило 8689 осіб. Основні галузі зайнятості: освіта, охорона здоров'я та соціальна допомога — 20,4 %, виробництво — 17,8 %, роздрібна торгівля — 11,8 %, мистецтво, розваги та відпочинок — 9,7 %.